# Рики Ламберт
Рики Ли Ламберт (енгл. Rickie Lee Lambert; Киркби, 16. фебруар 1982) енглески је бивши професионални фудбалер и репрезентативац. Играо је на позицији центарфора пре но што се пензионисао 2017. године. 
Сениорску каријеру је отпочео у Блекпулу. Играо је у још доста енглеских нижелигаша: Маклсфилд таун, Стокпорт каунти, Рочдејл, Бристол роверс. Затим прелази у Саутемптон у трансферу од милион фунти 2009. године. Ламберт је постао кључни играч Светаца; био је њихов најбољи стрелац са 117 постигнутих голова у свим такмичењима. Помогао је клубу да из Лиге један пређе у Чемпионшип, а следеће сезоне клуб улази и у Премијер лигу. Ламберт одлази у Ливерпул 2014. и тамо остаје до краја сезоне 2014/15. Имао је по епизоду у Вест Бромич албиону и Кардиф ситију. Након што је напустио Кардиф, Ламберт је објавио да је „окачио копачке о клин” у октобру 2017. након што није успео да нађе нови клуб након што је напустио Кардиф.
Дана 8. августа 2013, Ламберт је по први пут позван да заигра за национални тим Енглеске. На дебију за Горди Албион постигао је гол против Шкотске на Вемблију. Ламберт је био део селекције Енглеске на Светском првенству 2014. у Бразилу.

## Приватни живот
Ламберт је ожењен и има троје деце. Треће дете му је рођено дана 8. августа 2013, истог дана када је Ли по први пут позван да заигра за репрезентацију своје земље.

## Клупска каријера

### Почеци
Ламберт је рођен и одрастао је у области Вествејл у Киркбију, Мерзисајд од родитеља Морин и Реј. Придружио се локалном клубу Ливерпул са својих десет година. Међутим, пуштен је са академије Редса када је имао петнаест година.

### Блекпул
После Ливерпула придружио се нелигашком клубу Мерин. Убрзо је и њих напустио и са својих 16 година придружио се екипи Блекпула, августа 1998. Професионални деби имао је 7. августа 1999. када је имао 17 година; са клупе је ушао у 68. минуту уместо Ендија Кузенса и меч се завршио резултатом 2 : 1 у корист Блекпула против Рексама. Још двапут је ушао с клупе у сезони 1999/00, која се завршила испадањем Блекпула. Следеће сезоне Ламберт се мучио да добије место у резарвама. Нови менаџер је сматрао да му Ламберт више није потребан и он је пуштен новембра 2000. године.

### Маклсфилд таун
Ламберт је био слободан играч скоро четири месеца током којих је радио у фабрици за флаширање цвекле како би саставио крај с крајем. Коначно, марта 2001, потписао је за још један клуб из Треће дивизије, Маклсфилд таун. Укупно је одиграо девет лигашких утакмица до краја сезоне 2000/01. Следеће сезоне, Ламберт је постао првотимац Максфилда одигравши укупно 40 утакмица са 10 постигнутих голова. Први хет-трик постигао је исте сезоне против Лутон тауна у победи од 4 : 1.

### Стокпорт каунти
Клуб из Друге дивизије, Стокпорт каунти, за рекордних 300.000 фунти је довео Ламберта. Трансфер је био завршен 26. априла 2002. У првој сезони, Ламберт је одиграо 32 меча у свим такмичењима, а постигао је само два гола (оба у лиги). Први гол постигао је у поразу од 2 : 5 против Свиндон тауна 18. јануара 2003, а други у ремију од 2 : 2 против свог бившег клуба Блекпула 22. марта 2003. Наредна сезона показала се као најуспешнијом по Ламберта дотада пошто је одиграо 40 лигашких мечева и постигао 12 голова. Ламберт је био легуран у Стокпорту и почетком сезоне 2004/05, али због лоше тимске форме и сталне борбе у зони за испадање, напустио је клуб у фебруару 2005.

### Рочдејл
Дана 17. фебруара 2005, Ламберт се придружио клубу из Лиге два — Рочдејлу. Ламберт је први гол дао само после девет дана након трансфера, у ремију 1 : 1 са Кидерминстер харијерсима. Међутим, није успео да клубу обезбеди промоцију у виши ранг. Наредне сезоне, нападач је одиграо свих могућих 46 лигашких утакмица за Рочдејл, постигавши 22 гола.

### Бристол роверс
Последњег дана прелазног рока, 31. августа 2006, Ламберта је купио клуб Бристол роверс за 200.000 фунти. Премда се Ламберт брзо прилагодио новој средини, требало му је три месеца да постигне први погодак за нови клуб. То је била утакмица са Барнетом завршена победом Бристола од 2 : 0. Остатак сезоне није било нарочито успешна за младог шпица. Међутим, Ламберт је постигао врло важан погодак за Роверсе против Хартлпул јунајтеда у 86. минуту који је послао Бристол у плеј-оф за Лигу један. Ламберт је такође био заслужан за једини погодак у „дербију Бристола” против Бристол ситија у Фудбалској лиги Трофеј, који је послао свој клуб у финале са Донкастер роверсима. Финале је изгубљено у корист Донкастера (2 : 3).
Сезоне 2007/08, Ламберт је одиграо сваку утакмицу за Бристол роверсе, постигавши 19 голова у свим такмичењима. Нападач се показао најбољим у ФА купу где је постигао голове у оба меча прве рунде против Лејтон оријента, два гола у победи од 5 : 1 у другој рунди над Рашден и дајмондсима, једини погодак у четвртој рунди у победи над Барнетом и једини погодак у петој рунди у победи над Саутемптоном. Иако је његов учинак био релативно слаб, Ламберт је те сезоне завршио као најбољи стрелац клуба.
Наредне године, Ламберт је постао један од најбољих играча Лиге један. Делио је прво место листе стрелаца (29 голова) са Сајмоном Коксом који је играо за Свиндон таун. Био је и део тима године Лиге један у озбору ПФА. Ламберт је кроз читаву сезону, у којој су Роверси завршили на 11. месту, играо одлично. Центарфор је одиграо неколико изванредних утакмица међу којима је она против Саутенд јунајтеда где је постигао сва четири гола у победи од 4 : 2 и хет-трик на мечу у гостима који је завршен 3 : 0 против Херефорд јунајтеда.

### Саутемптон — највећи успеси

#### Сезона 2009/10.
Дана 10. августа 2009, са укупно 155 наступа и 59 голова за Роверсе, Ли их напушта и одлази за милион фунти у Саутемптон, клуб који је испао из Чемпионшипа претходне сезоне. Ламберт је постигао гол на свом дебију за Свеце против Нортхемптон тауна 11. августа 2009. Ускоро је постао најбољи стрелац клуба у тој сезони са 36 погодака у свим такмичењима. Остали важнији погоци укључују гол постигнут против локалног ривала Портсмута у петој рунди ФА купа 13. фебруара 2010 (пораз од 4 : 1) код куће, хет-трик против МК донса у лиги 20. марта 2010. и пенал против Карлајл јунајтеда у финалу Фудбалске лиге Трофеј на Вемблију 28. марта 2010 (победа од 4 : 1). Саутемптон је сезону завршио на седмом месту. Једно место их је делило од плеј-офа, а те сезоне им је одузето десет бодова због финансијских разлога. Ламберт је, као и претходне сезоне, именован у ПФА тим године у Лиги један, а добио је и награду у избору навијача за најбољег играча у истој дивизији.
Дебитантску сезону у Саутемптону завршио је са укупно 36 голова у свим такмичењима. Са 31 датим голом, Ламберт је био најбољи стрелац у топ четири енглеске дивизије, другу сезону за редом.

#### Сезона 2010/11.
Свој 50. гол за Саутемптон постигао је у победи од 1 : 0 над Карлајл јунајтедом 12. фебруара. Сезону је поновно завршио као најбољи клупски стрелац са 21 датим голом. Свеци су завршили други у лиги и успели су да зборе промоцију у Чемпионшип. Дана 1. јула 2011, Ламберт је потписао нови уговор који га је везао останка у клубу до 2014.

#### Сезона 2011/12.
Први Ламбертов гол у сезони 2011/12. био је погодак из слободног ударца против Торки јунајтеда у Лига купу 9. августа. Пошло му је за ногом да постигне хет-трик против Нотингем фореста (3 : 2 за Свеце). Његов стоти лигашки наступ био је против Вотфорда у победи од 4 : 0 где је Ламберт забио голове из два пенала. Опет је забио хет-трик и то против Брајтона у победи за Саутемптон од 3 : 0. Петнаести и шеснаести гол у сезони дошли су у ремију од 2 : 2 на домаћем терену против Блекпула. Потом је добио црвени картон и није играо на три утакмице. Пдмах пошто се вратио је постигао гол за изједначење против Милвола (1 : 1) у ФА купу. Први његов гол после истека суспензије у лигашком такмичењу био је са линије пенала против Кардиф ситија (1 : 1). У другој утакмици с Милволом у ФА купу постигао је свој двадесети погодак у сезони. Трећи хет-трик дао је Вофворду (3 : 0) 25. фебруара. Лидс јунајтеду је 3. марта  забио волеј. Након те утакмице, његов скор с головима износио је 24 у свим такмичењима.
Дана 13. марта 2012, Ламберт је проглашен најбољим играчем у Чемпионшипу за 2011. годину. Још један, укупно четврти, хет-трик дао је Милволу у победи од 3 : 2. Ламберт је за то време постигао још један рекорд — ниједном није промашип пенал за Саутемптон па му је учинак на том пољу 100 посто. Постигао је оба гола у победи над Кристал паласом од 2 : 0 па му је учинак скочио на укупно 30 голова. Убрзо је проглашен и најбољи тим године за Чемпионшип у избору ПФА за сезону 2011/12.
Сезону је на крају завршио са 31 голом, од којих је 27 постигнуто у лиги. Свеци су те сезоне успели да изборе промоцију у Премијер лигу. Последњу награду коју је добио била је клупска — награда за најбољег играча Саутемптона у избору навијача. То му је била већ друга таква награда у размаку од три године.

#### Сезона 2012/13.
Први гол у Премијершипу је дао у својој првој утакмици у Премијершипу; ушао је као замена уместо Џеја Родригеза у утакмици са Манчестер ситијем. Овим голом Ламберт је ушао у мали круг играча који су дали гол у све четири лигашке дивизије енглеског фудбала. У мечу са Манчестер јунајтедом је постигао први гол. Касније је дао два гола у првој лигашкој победи Саутемптона против Астон виле (4 : 1). Његов десети гол у Премијер лиги је дошао у преокрету са Челсијем (2 : 2), када је Ламберт при резултату од 2 : 0 постигао први гол. Јубиларни стоти гол за Свеце постигао је у поразу од Њукасла. Тај гол је био његов дванаести у сезони.
Дана 21. марта 2013. године, Ламберт је потписао нови, двогодишњи уговор који би га задржао у редовима Светаца до лета 2016. На свом јубиларном 500. наступу у каријеру постигао је гол из слободног ударца против Плаваца. Поновно је сезону завршио с највише датих голова у клубу (15 голова у 38 лигашких мечева).

#### Сезона 2013/14.
Нову сезону у најјачем рангу енглеског фудбала започео је одмах с новим голом и то у последњем минуту у победи од 1 : 0 над Вест Бромичом, 17. августа 2013. Други гол у сезони и укупно 200. у каријери постигао је из слободног ударца, 23 метра од гола у победи 2 : 0 против Кристал паласа, 28. септембра.
Ламбертов скор у својој последњој сезони у редовима Светаца износио је 13 датих голова на 37 лигашких мечева.

### Ливерпул — остварење сна
Дана 2. јуна 2014, Ламберт се, након 17 година, вратио у Ливерпул. С Редсима је потписао уговор на две године, у трансферу вредном 4 милиона фунти, плус одређени бонуси. Тада тридесетдвогодишњи фудбалер био је један од најбољих играча Премијер лиге прошле сезоне, а управо због својих добрих партија се и нашао на списку енглеског селектора Хоџсона за Мундијал у Бразилу. Пошто је Ламберт играо у омладинској школи Ливерупа као тинејџер, повратак у тај клуб био је испуњење његових дечачких снова. При потписивању уговора изјавио је: 
Покушавао сам целе прошле недеље да се навикнем на новости. Али ми не иде, не могу још увек да поверујем да се ово дешава. Тако сам срећан. Знам да ће се и навијачи Ливерпула радовати због мог повратка. Знам колико је Ливерпул велики и знам шта је важно, оно што ја радим на терену и на то ћу бити фокусиран. Верујем да могу да помогнем клубу.— Рики Ламберт, Спорт клуб
Деби за нови клуб имао је 17. августа, у првој утакмици нове сезоне Премијер лиге. Заменио је Филипеа Кутиња у последњих 14 минута у победи над Ламбертовим дојучерашњим клубом Саутемптоном од 2 : 1. Првог октобра, Рики је имао и свој први наступ у европском такмичњу у поразу од 1 : 0 против швајцарског Базела у групној фази Лиге шампиона. Први гол за Редсе дао је Кристал паласу 23. новембра. Гол је дао у другом минуту када му је у простор додао Адам Лалана. Ипак, Ливерпул је на крају утакмицу изгуби са 3 : 1. Четири дана касније, Ламберт је дао свој први гол у европском такмичењу. Био је то погодак против Лудогореца у гостима за нерешен исход од 2 : 2. Као резултат тога, Ламберт је фудбалер који је постигао гол(ове) у сва четири лигашка ранга у Енглеској, Лиги шампиона и за репрезентацију. Датума 17. јануара 2015, Ламбарт је дао други гол у ПЛ у победи над Астон вилом на Вила парку.
Ламбарт је у априлу 2015. сврстан у тим деценије у Фудбалској лиги Енглеске.

### Вест Бромич албион
Дана 31. јула 2015, Ламберт је задужио дрес Вест Бромича за неоткривени износ. Сматра се да је трансфер био вредан око 3 милиона фунти. Само неколико сати након што је потписао уговор, Ламберт је играо пријатељску утакмицу против свог бившег тима Бристол роверса. Уписао се на том мечу у стрелце постигавши два гола.
Такмичарски деби имао је 10. августа против Манчестер ситија где је његов тим поражен са 3 : 0. Први гол за нови тим постигао је 31. октобра са пенала у поразу код куће од Лестер ситија (3 : 2).

### Кардиф сити
Дана 31. августа 2016, Ламберт је отишао из Премијер лиге потписавши двогодишњи уговор са Кардифом, клубом који је тада био у Чемпионшипу. Износ трансфера није познат.
Деби за нову екипу имао је у поразу од Норича (3 : 2) 10. септембра 2016. Први, изједначујући гол дао је 24. септембра Ротерам јунајтеду, а дао им је још један шест минута касније.
Октобра 2016, Ламберт је задобио озбиљну повреду ноге у мечу са Нотинген форестом што је условило да дуго времена буде ван терена. Повреде и неконстантна форма навели су менаџера Кардифа Нила Ворнока да одстрани Лија из својих будућих планова. Ламберт је напустио клуб 6. јула наредне године пошто су он и клуб споразумно раскинули сарадњу.

Пошто није успео наћи нови клуб, Ламберт се пензионисао 2. октобра 2017. године.

## Каријера у репрезентацији
Ламберт је 8. августа 2013. први пут позван да заигра за селекцију Енглеске. Тада је имао 31 годину. Шест дана касније, постигао је погодак главом на свом дебију за Горди албион против селекције Шкотске, два минута и 43 секунде након што је ушао у игру уместо Вејна Рунија. Меч је на крају завршен 3 : 2 у корист Енглеза.
Други пут је добио поверење Роја Хоџсона 27. августа исте године. Изабран је у састав који је играо мечеве квалификација за Светско првенству 2014. с Молдавијом и Украјином. Дана 6. септембра, Ламберт је био стартер против Молдавије на Вемблију. Други интернационални гол, који је опет био дат главом, постигао је на истом мечу. Такође је забележио две асистенције за голове Денија Велбека.
Рики Ламберт је 12. маја 2014. сврстан у финални списак од 23 енглеска фудбалера која ће наступати на предстојећем Светском првенству у Бразилу. На припремном мечу пред шампионат са Еквадором, одиграног 4. јуна у Мајамију, примио је лопту од Роса Барклија и забио је гол. Утакмица је на крају завршена резултатом 2 : 2 Први наступ на континенталном такмичењу Ламберт је имао у другом мечу групне фазе који је завршен поразом 2 : 1 од Уругваја. Тада је заменио Џордана Хендерсона у финална три минута утакмице.
Дана 8. септембра исте године, током прве утакмице квалификација за Европско првенство 2016. против Швајцарске, Ли је ушао у игру у 90. минуту и првим додиром с лоптом асистирао је Велбеку како би овај осигураоп обеду од 2 : 0 у Базелу.

## Занимљивости
Ламберт никада није извео једанаестерац током игре за своја два прва сениорска клуба, Блекпул и Маклсфилд таун. Међутим, 28. новембра 2001, промашио је једанаестерац током извођења пенала за Маклсфилд током друге утакмице прве руне ФА купа против Форест грин роверса. Маклсфилд је свакако добио поменуту утакмицу пошто је био бољи у пенал серији (11 : 10).
Рики је из шест покушаја са беле тачке постигао шест голова у Стокпорт каунтију, а у Рочдејлу је такође из шест покушаја дао пет голова. Једини промашај у Рочдејлу био је против његовог будећег клуба, Бристол роверса, у победи од 2 : 0 датума 29. априла 2006. Након трансфера у Роверсе, Ламберт је наставио свој завидан учинак с линије пенала — постигао је 13 голова из 14 покушаја. Његов последњи промашај догодио се 21. фебруара 2009. против Лестера где је Рикијев тим изгуби са 1 : 0. 
У Саутемптону, Ламберт је успешно реализовао 34 пенала из 34 покушаја. Његов први пенал за Ливерпул био је против Милана, а одбранио га је њихоб голман Кристијан Абијати. Први једанаестерац који је успешно извео био је против Бешикташа у Лиги Европе, премда су ту утакмицу Редси изгубили резултатом 5 : 4.

## Статистика каријере

### Клуб
| Клуб               | Сезона    | Лига           | Лига    | Лига   | ФА куп  | ФА куп | Лига куп | Лига куп | Остало  | Остало | Укупно  | Укупно |
| Клуб               | Сезона    | Дивизија       | Наступу | Голови | Наступу | Голови | Наступу  | Голови   | Наступу | Голови | Наступу | Голови |
| ------------------ | --------- | -------------- | ------- | ------ | ------- | ------ | -------- | -------- | ------- | ------ | ------- | ------ |
| Блекпул            | 1998/99.  | Друга дивизија | 0       | 0      | 0       | 0      | 0        | 0        | 0       | 0      | 0       | 0      |
| Блекпул            | 1999/00.  | Друга дивизија | 3       | 0      | 0       | 0      | 0        | 0        | 0       | 0      | 3       | 0      |
| Блекпул            | 2000/01.  | Трећа дивизија | 0       | 0      | 0       | 0      | 0        | 0        | 0       | 0      | 0       | 0      |
| Блекпул            | Укупно    | Укупно         | 3       | 0      | 0       | 0      | 0        | 0        | 0       | 0      | 3       | 0      |
| Маклсфилд таун     | 2000/01.  | Трећа дивизија | 9       | 0      | 0       | 0      | 0        | 0        | 0       | 0      | 9       | 0      |
| Маклсфилд таун     | 2001/02.  | Трећа дивизија | 35      | 8      | 4       | 2      | 0        | 0        | 1       | 0      | 40      | 10     |
| Маклсфилд таун     | Укупно    | Укупно         | 44      | 8      | 4       | 2      | 0        | 0        | 1       | 0      | 49      | 10     |
| Стокпорт каунти    | 2002/03.  | Друга дивизија | 29      | 2      | 0       | 0      | 1        | 0        | 2       | 0      | 32      | 2      |
| Стокпорт каунти    | 2003/04.  | Друга дивизија | 40      | 12     | 1       | 0      | 2        | 0        | 2       | 1      | 45      | 13     |
| Стокпорт каунти    | 2004/05.  | Лига један     | 29      | 4      | 2       | 0      | 0        | 0        | 2       | 0      | 33      | 4      |
| Стокпорт каунти    | Укупно    | Укупно         | 98      | 18     | 3       | 0      | 3        | 0        | 6       | 1      | 110     | 19     |
| Рочдејл            | 2004/05.  | Лига два       | 15      | 6      | —       | —      | —        | —        | —       | —      | 15      | 6      |
| Рочдејл            | 2005/06.  | Лига два       | 46      | 22     | 1       | 0      | 1        | 0        | 2       | 0      | 50      | 22     |
| Рочдејл            | 2006/07.  | Лига два       | 3       | 0      | —       | —      | 0        | 0        | —       | —      | 3       | 0      |
| Рочдејл            | Укупно    | Укупно         | 64      | 28     | 1       | 0      | 1        | 0        | 2       | 0      | 68      | 28     |
| Бристол роверси    | 2006/07.  | Лига два       | 36      | 8      | 5       | 0      | —        | —        | 8       | 2      | 49      | 10     |
| Бристол роверси    | 2007/08.  | Лига један     | 46      | 13     | 8       | 6      | 2        | 0        | 1       | 0      | 57      | 19     |
| Бристол роверси    | 2008/09.  | Лига један     | 45      | 29     | 1       | 0      | 1        | 0        | 1       | 0      | 48      | 29     |
| Бристол роверси    | 2009/10.  | Лига један     | 1       | 1      | —       | —      | —        | —        | —       | —      | 1       | 1      |
| Бристол роверси    | Укупно    | Укупно         | 128     | 51     | 14      | 6      | 3        | 0        | 10      | 2      | 155     | 59     |
| Саутемптон         | 2009/10.  | Лига један     | 45      | 30     | 5       | 2      | 2        | 1        | 6       | 3      | 58      | 36     |
| Саутемптон         | 2010/11.  | Лига један     | 45      | 21     | 4       | 0      | 2        | 0        | 1       | 0      | 52      | 21     |
| Саутемптон         | 2011/12.  | Чемпионшип     | 42      | 27     | 2       | 2      | 4        | 2        | —       | —      | 48      | 31     |
| Саутемптон         | 2012/13.  | Премијер лига  | 38      | 15     | 0       | 0      | 0        | 0        | —       | —      | 38      | 15     |
| Саутемптон         | 2013/14.  | Премијер лига  | 37      | 13     | 2       | 1      | 0        | 0        | —       | —      | 39      | 14     |
| Саутемптон         | Укупно    | Укупно         | 207     | 106    | 13      | 5      | 8        | 3        | 7       | 3      | 235     | 117    |
| Ливерпул           | 2014/15.  | Премијер лига  | 25      | 2      | 4       | 0      | 3        | 0        | 4       | 1      | 36      | 3      |
| Вест Бромич албион | 2015/16.  | Премијер лига  | 19      | 1      | 3       | 0      | 2        | 0        | —       | —      | 24      | 1      |
| Вест Бромич албион | 2016/17.  | Премијер лига  | 1       | 0      | —       | —      | 1        | 0        | —       | —      | 2       | 0      |
| Вест Бромич албион | Укупно    | Укупно         | 20      | 1      | 3       | 0      | 2        | 0        | —       | —      | 26      | 1      |
| Кардиф сити        | 2016/17.  | Чемпионшип     | 18      | 4      | 1       | 0      | —        | —        | —       | —      | 19      | 4      |
| Свеукупно          | Свеукупно | Свеукупно      | 607     | 218    | 43      | 13     | 21       | 3        | 30      | 7      | 701     | 241    |

1. 1 2 3 4 5 6 7 8 9  Наступ(и) у Фудбалској лиги Трофеј.
2. ↑  Пет наступа и један гол у Фудбалској лиги Трофеј, три наступа и један гол у плеј-офу Лиге два.
3. ↑  Три наступа и један гол у Лиги шампиона, један наступ у Лиги Европе

### Репрезентација
| Репрезентација | Година | Наступи | Голови |
| -------------- | ------ | ------- | ------ |
| Енглеска       | 2013.  | 4       | 2      |
| Енглеска       | 2014.  | 7       | 1      |
| Укупно         | Укупно | 11      | 3      |

### Голови за репрезентацију
Голови Енглеске су наведени на првом месту. Колона „Гол” означава резултат на утакмици након Ламбертовог гола.
| Број | Датум              | Стадион                               | Наступ | Противник | Гол   | Резултат | Такмичење                                | Реф.    |
| ---- | ------------------ | ------------------------------------- | ------ | --------- | ----- | -------- | ---------------------------------------- | ------- |
| 1    | 14. август 2013.   | Стадион Вембли, Лондон, Енглеска      | 1      | Шкотска   | 3 : 2 | 3 : 2    | Пријатељска утакмица                     | [ 110 ] |
| 2    | 6. септембар 2013. | Стадион Вембли, Лондон, Енглеска      | 2      | Молдавија | 2 : 0 | 4 : 0    | Квалификације за Светско првенство 2014. | [ 111 ] |
| 3    | 4. јун 2014.       | Стадион Хард рок, Мајами Гарденс, САД | 5      | Еквадор   | 2 : 1 | 2 : 2    | Пријатељска утакмица                     | [ 112 ] |

## Успеси

### Клуб
Бристол роверси
- Плеј-оф Лиге два (1):  2006/07.[113]

Саутемптон
- Друго место у Чемпионшипу (1): 2011/12.[113]
- Друго место у Лиги један (1): 2010/11.[113]
- Фудбалски лига Трофеј (1): 2009/10.[113]

### Индивидуална признања
- ПФА тим године (3): 2008/09. (Лига један),[114] 2009/10. (Лига један),[115] 2011/12. (Чемпионшип)[116]
- ПФА играч године у избору навијача Лиге један (1): 2009/10.[113]
- Златна копачка у Лиги један (1): 2008/09.[117]
- Играч године у Чемпионшипу (1): 2011/12.[113]
- Златна копачка у Чемпионшипу (1): 2011/12.[118]
- Играч године у Бристол роверсима (1): 2008/09.[113]
- Играч године у Саутемптону: (2): 2009/10,[113] 2011/12.[113]
- Тим деценије Фудбалске лиге Енглеске (1): 2015.[119]